# Villanueva de San Juan
Villanueva de San Juan település Spanyolországban, Sevilla tartományban. Villanueva de San Juan Algámitas, Pruna, La Puebla de Cazalla, Osuna és El Saucejo községekkel határos. Lakosainak száma 1002 fő (2024).

## Népesség
A település népessége az elmúlt években az alábbi módon változott:
| Lakosok száma | 1493 | 1447 | 1409 | 1378 | 1323 | 1257 | 1181 | 1120 | 1037 | 1002 |
|               | 2001 | 2004 | 2007 | 2009 | 2012 | 2014 | 2017 | 2019 | 2022 | 2024 |